# Horst Müller (Ingenieur)
Horst Müller (* 17. August 1901 in Görlitz; † vor 1996) war ein deutscher Ingenieur und Hochschullehrer.

## Leben
Müller besuchte das Reform-Realgymnasium in Görlitz und machte dann eine kaufmännische Lehre. Von 1921 bis 1926 studierte er allgemeinen Maschinenbau und Flugzeugbau an der Technischen Hochschule Berlin und schloss das Studium als Diplom-Ingenieur ab. Anschließend war er als Assistent an der TH Berlin und ab 1928 an der Technischen Hochschule Hannover tätig. 1929 wurde er in Hannover promoviert, ab 1931 war er dort Privatdozent für technische Mechanik. Am 26. Juli 1937 beantragte er die Aufnahme in die NSDAP und wurde rückwirkend zum 1. Mai desselben Jahres aufgenommen (Mitgliedsnummer 5.105.262). Später war Horst Müller außerplanmäßiger Professor für technische Mechanik und Flugmechanik in Bremen.

## Schriften (Auswahl)
- Flügelschnitt und Flugleistungen. Oldenbourg, München 1929 (Hannover, Techn. Hochsch., Diss., 1929).
- zusammen mit Emil Everling: Die technischen „Begriffsbestimmungen“. In: Zeitschrift für Flugtechnik und Motorluftschiffahrt, Bd. 16 (1925), S. 463ff.
- zusammen mit Emil Everling: Leistungsberechnung von Flugzeugen. In: Zeitschrift für Flugtechnik und Motorluftschiffahrt, Bd. 18 (1927), S. 561ff.
- Beitrag zum Momentenausgleich und zur statischen Längsstabilität der Flugzeuge. In: Zeitschrift für Flugtechnik und Motor-Luftschiffahrt. Bd. 19 (1929), S. A 45ff.
- Führer durch die technische Mechanik. Springer, Berlin 1935.
- zusammen mit Emil Everling: Mechanik des Motor- und Segelfluges. de Gruyter, Berlin / Leipzig 1936 (Sammlung Göschen; 841).